# 玉ノ川正行
玉ノ川 正行（たまのかわ まさゆき、1924年3月6日 - 没年不明）は、二所ノ関部屋に所属した元大相撲力士。本名は恵良 正行（えら まさゆき）。現在の大分県宇佐市出身。176cm、92kg。最高位は西十両7枚目。得意技は右四つ、押し。

## 経歴
1943年5月場所に初土俵。1950年5月場所に十両昇進。自己最高位まで番付を上げた1951年1月場所は初日から休場し、この場所限りで廃業した。廃業後はプロレスラーに転向した。

## 主な成績
- 通算成績：70勝47敗15休  勝率.598
- 十両成績：15勝15敗15休  勝率.500
- 現役在位：14場所
- 十両在位：3場所

### 場所別成績
| 1943年 （昭和18年） | x                       | （前相撲）         | x                  |
| 1944年 （昭和19年） | 西序ノ口18枚目 4–4      | 東序二段54枚目 3–2 | 東序二段24枚目 2–3 |
| 1945年 （昭和20年） | x                       | 西序二段16枚目 –   | x                  |
| 1946年 （昭和21年） | x                       | x                  | x                  |
| 1947年 （昭和22年） | x                       | x                  | x                  |
| 1948年 （昭和23年） | x                       | 西序二段 3–3       | 西序二段8枚目 6–0  |
| 1949年 （昭和24年） | 西三段目7枚目 7–5       | 東幕下20枚目 8–7   | 西幕下17枚目 10–5  |
| 1950年 （昭和25年） | 東幕下8枚目 12–3        | 西十両11枚目 6–9   | 東十両15枚目 9–6   |
| 1951年 （昭和26年） | 西十両7枚目 引退 0–0–15 | x                  | x                  |
| 各欄の数字は、「勝ち-負け-休場」を示す。 優勝 引退 休場 十両 幕下 三賞：敢=敢闘賞、殊=殊勲賞、技=技能賞 その他：★=金星 番付階級：幕内 - 十両 - 幕下 - 三段目 - 序二段 - 序ノ口 幕内序列：横綱 - 大関 - 関脇 - 小結 - 前頭（「#数字」は各位内の序列） |                         |                    |                    |

## 改名歴
- 恵良 正行（えら まさゆき）1943年5月場所
- 赤坂山 正行（あかさかやま まさゆき）1944年1月場所 - 1948年5月場所
- 玉ノ川 正行（たまのかわ まさゆき）1948年10月場所 - 1951年1月場所